# Kommune (Mittelalter)
Der Begriff der Kommune oder Stadtgemeinde bezeichnet ein hauptsächlich zwischen dem 11. und 13. Jahrhundert (in deutschen Städten hauptsächlich zwischen 1250 und 1300) entstandenes Organisationsprinzip der mittelalterlichen Stadt. Es besteht in dem Zusammenschluss der Stadtbürger zu einer gemeinsam handelnden politischen Korporation, die sich mit dem Stadtherrn in einem vertraglichen Verhältnis befindet und immer mehr von dessen Rechten (entweder durch finanzielle/materielle oder durch militärische Mittel) übernimmt. Die Bildung einer Kommune bedeutet somit die Änderung des Rechtsstatus der Stadtbewohner, die nun nicht mehr Unfreie des Stadtherrn oder freie Kaufleute sind, sondern zu Bürgern einer Stadt werden. Zur Kommune zählen dabei nur die vollberechtigten Stadtbürger, nicht aber die politisch minderberechtigten Stadteinwohner ohne Bürgerrecht. Das Bürgerrecht ist dabei meistens an Grundbesitz gebunden.
Die Wirtschaftsstufentheorie interpretiert die Stadtwirtschaft der Kommunen historisch wie strukturell als Zwischenstufe von Hauswirtschaft zur Volkswirtschaft.

## Ursprünge und Entstehung
Hintergrund der Entstehung von städtischen Kommunen waren hauptsächlich
1. der demographische Aufschwung als Folge einer (vor allem ökonomischen) Wachstumsphase,
2. die zunehmende Landflucht, die wiederum demographische Veränderungen in der Stadt zur Folge hatte,
3. die Verschmelzung freier Kaufleute und unfreier Ministerialer zu einem sog. „Stadtadel“ und
4. die Auseinandersetzungen zwischen Stadtherrn und der städtischen Bevölkerung.

Den Ursprung der kommunalen Bewegung bildete stets der Kampf der Stadtbewohner um mehr Unabhängigkeit. Bis zum 13. Jahrhundert gab es eine Periode hochmittelalterlicher Städtegründungen und  Ständebildungen in schwach organisierten Ländern oder im Ergebnis eines erfolgreichen Abwehrkampfes gegen zentralistische Herrschaftsbestrebungen führender Fürsten. Dazu bildeten sie oft eine Schwurvereinigung. Die deutschen Kaiser, wie Friedrich I. und II. erließen Edikte gegen diese Communiones, conspirationes, conjurationes. Der demographische Aufschwung gründete in einer allgemeinen Verbesserung der Lebensbedingungen, d. h. vor allem des ökonomischen Aufschwungs der Landwirtschaft sowie eines Rückgangs epidemischer Krankheiten. Neben anderen Ursachen führte diese Entwicklung zu einer allmählichen Differenzierung zwischen Stadt und Land.
Der Entstehung eines Stadtadels aus Kaufleuten und Ministerialen ging die Herrschaft des Stadtherrn mithilfe der Ministerialen als administrativem Instrument voraus: Ursprünglich verwalten in der Stadt die unfreien Ministerialen des Stadtherrn dessen Hoheitsrechte. Als Zolleinnehmer und Münzpräger gelingt es ihnen zu gewissem Reichtum zu gelangen; bei der Übertragung der Administration vom Stadtherrn an die Stadt gehören die Ministerialen damit zur ökonomischen Oberschicht der Stadt. Der finanzielle Reichtum der städtischen Kaufleute gewährt diesen ebenfalls Anspruch auf eine Führungsrolle innerhalb der Stadt und es kommt über Verschmelzung mit den Ministerialen zur Bildung eines Stadtpatriziats. Die sich aus diesem Patriziat bildenden Familien bleiben später als einzige „ratsfähig“, d. h., sie wählen den Rat der Stadt und stellen dessen Mitglieder.
Voraussetzung für die Kommunenbildung in diesem Zusammenhang ist die Übertragung der administrativen Organe des Stadtherrn an die städtische Oberschicht. Diese „Übertragung“ konnte entweder dadurch geschehen, dass die Stadt die Rechte des Stadtherrn von letzterem käuflich erwarb oder dass man sie ihm mit militärischen Mitteln abrang. So ist die Unabhängigkeit vom Stadtherrn ein zentraler Hintergrund der kommunalen Bewegung, und zwar besonders dort, wo der befestigte Sitz des Stadtherrn den Bürgern Unbehagen verursacht. Zentraler Streitpunkt der Auseinandersetzungen war der „Rat“ als Organ der Administration und Symbol der erreichten Selbstständigkeit der Stadtgemeinde gegenüber dem Stadtherrn (beispielhaft sind hier besonders Worms und Straßburg). Die Ziele der kommunalen Bewegung als Schwurverband lagen dabei oft in der Sorge um den vom Stadtherrn und dem Adel der Umgebung bedrohten Frieden begründet; auf Schutz vor Fehden waren besonders die Kaufleute in der Stadt angewiesen. Die städtische Schwurgemeinschaft verpflichtete sich daher unter Eid zu gegenseitiger Hilfe gegen Unrecht und Unfrieden in Form von Übergriffen und Gewalttätigkeiten. Daraus entwickelte sich später der Anspruch der Stadträte auf die Gerichtsbarkeit als Hoheitsrecht, das bürgerlichen Institutionen zufallen und städtischen Richtern die Rechtsprechung über die Bürger ermöglichen sollte. Da es die Aufgabe der so entstandenen städtischen Gerichtsbarkeit war, Stadtrecht durchzusetzen, strebten die Städte letztlich nach Entwicklung eines eigenen Stadtrechtes.
Im Gegensatz zu dem „Abtrotzen“ der Hoheitsrechte des Stadtherrn durch die kommunale Bewegung war es im 13. Jahrhundert allerdings auch möglich, dass sich bei Neugründung einer Stadt die Bewohner gleich als Gemeinde konstituierten.

## Stadtgemeinde und Rat

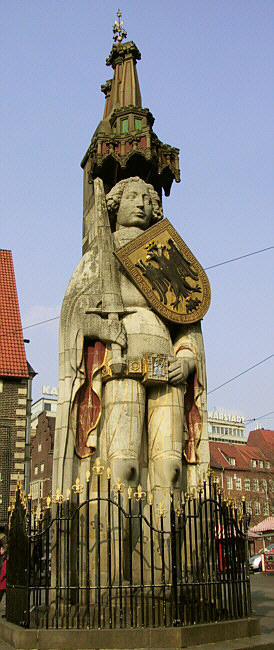
Der Bremer Roland als Zeichen der Unabhängigkeit der Bürger vom Stadtherrn

Die Entstehung der Kommune wird gemeinhin mit dem ersten Auftreten bestimmter Ämter – namentlich die „consules“ (Ratsherren) gleichgesetzt, die als neuer Bestandteil des Stadtregiments zu gelten haben. Während „consules“ in Italien bereits Ende des 11. Jahrhunderts auftreten, erscheinen solche Ratsgremien in deutschen Städten erst im 13. Jahrhundert. Der Rat einer Stadt war ein genossenschaftlich legitimiertes Repräsentativorgan und bestand aus einer je nach Stadt differierenden Zahl von Ratsherren, die in der Regel einer bestimmten Gruppe von Familien entstammten, auf die auch das Wahlrecht zum Rat beschränkt war; diese hießen „Ratsbürger“ oder „Herren vom Rat“ (daher sind „Ratsbürger“ von Bürgern der Stadt zu unterscheiden) und verstanden sich häufig als Adlige. Anfangs waren die Ratsmitglieder Ministeriale und Kaufleute (Stadtpatriziat): Quellen nennen als Ratsherren oft die „weisen“, „nützlichsten“, „vermögendsten“ Männer; Handwerker und einfaches Volk waren demnach von der Ratsmitgliedschaft ausgeschlossen. Später erkämpften sich auch andere Gruppen von Bürgern (v. a. Handwerker) Zugang zum Ratsregiment; die späte bürgerliche Oppositionsbewegung hatte also eine „soziale Verbreiterung“ des Stadtrates zur Folge. Die Amtszeit der Ratsherren war gewöhnlich ein Jahr; die Wahl konnte entweder durch die gesamte Bürgerschaft der Stadt erfolgen (Lippstadt), durch genossenschaftliche Handwerkerzünfte, Kaufleutegilden oder politische Organisationen der Bürger (Dortmund), durch Ratsherren/Bürgermeister (Hildesheim), durch die Wahlmänner des Vorjahres oder durch eine Kombination aus diesen Varianten. Mit der wachsenden städtischen Verwaltungsarbeit konnten darüber hinaus Kollegien neben dem Rat entstehen, die beispielsweise die Finanzpolitik überwachen konnten.

## Bedeutung der Kommune
Die kommunale Bewegung führte in Verbindung mit anderen Faktoren der Entstehung einer mehr oder minder autonomen Stadtgemeinde zur Konstituierung eines Städtebürgertums, zur Erringung städtischer Freiheiten und schließlich zur Ausbildung eines (bis in die Gegenwart nachwirkenden) Stadtrates. In diesem Prozess wurde das Städtebürgertum zu einer eigenen sozialen Kraft der mittelalterlichen Gesellschaft, des Weiteren entstanden städtebürgerliche Gerichts- und Verwaltungsorgane; der umstürzlerische Charakter der kommunalen Bewegung stellte so schließlich den Aufbruch der mittel- und westeuropäischen Gesellschaft dar. Infolge des auf die Interessen von Handel und Gewerbe abgestimmten Stadtrechts bewirkte sie letztlich auch einen ökonomischen Aufschwung der Städte.
Nach Max Weber macht der „anstaltsmäßig vergesellschaftete, mit besonderen und charakteristischen Organen“ ausgestattete Bürgerverband die Stadt des Okzidents zu einer gegenüber „allen anderen Rechtsgebieten“ besonderen Erscheinung, in der das zentrale Merkmal das „ständische Stadtbürgerrecht“ ist. So wird diese einheitliche Körperschaft der Stadt zu einem besonderen Objekt okzidentaler Geschichte.